# Базовый гардероб
Базовый гардероб – основные вещи гардероба, которые сочетаются друг с другом по фасону, стилю и цвету.

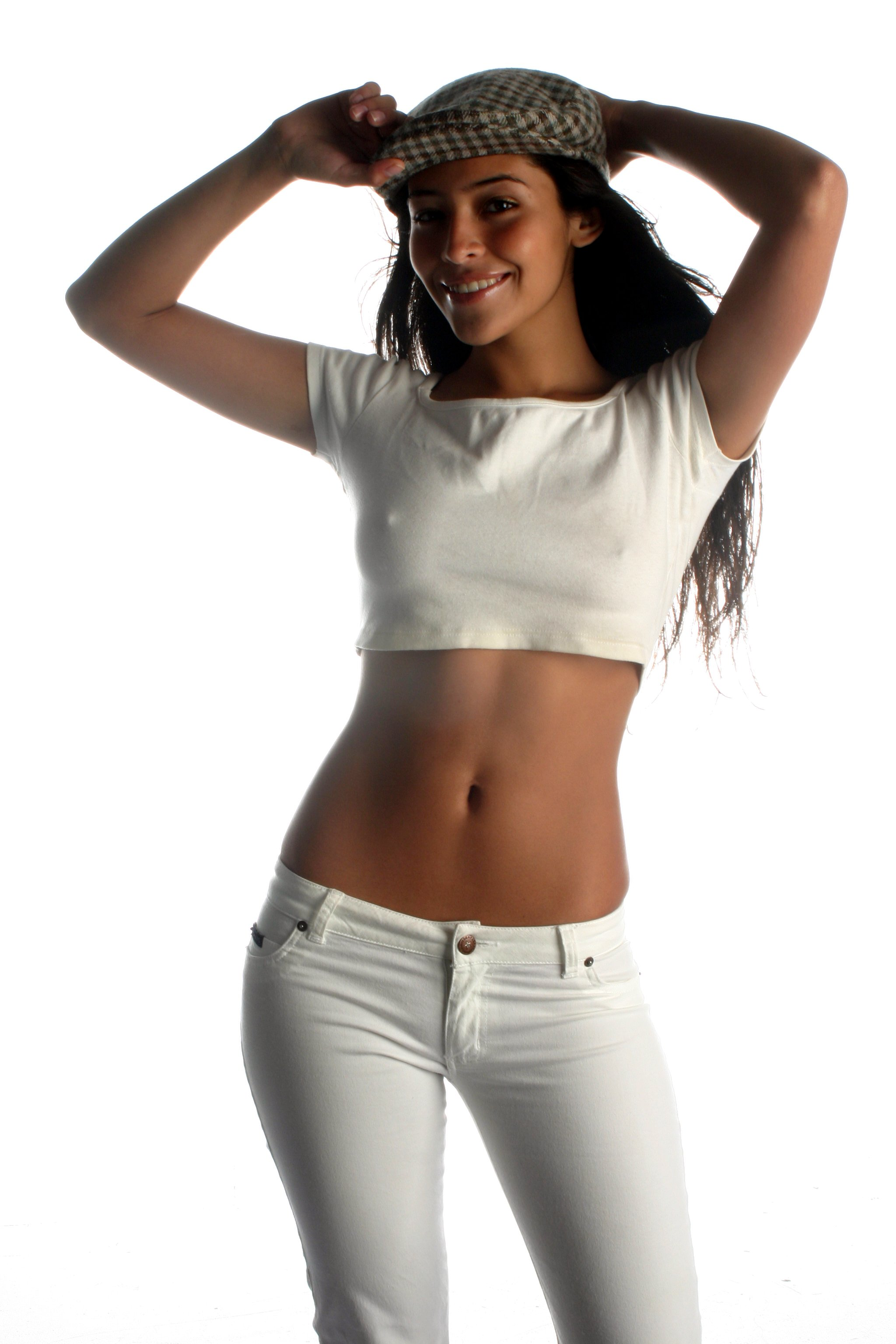
Базовый кроп-топ и брюки

## Разница между базовым и капсульным гардеробами
Задача капсульного гардероба – полностью закрыть одну-единственную сферу жизни – будь то работа, спорт, досуг, отпуск, прогулки с ребенком или что-то еще. Базовый гардероб же по сути представляет собой одну большую капсулу, которая определена не конкретной сферой, а образом жизни в целом. При этом внутри одного среднестатистического гардероба могут уживаться несколько капсул – и так, что одни и те же вещи будут включены в несколькие или во все из них.

## Базовый гардероб женщины
Конкретный набор одежды варьируется в зависимости от возраста, социального статуса, образа жизни, размера и фактуры внешности.
Базовые вещи – например, кроп-топ, юбка, шорты, жакет – это каркас наряда. С помощью базовых вещей составляются основные ансамбли. Каждая вещь в базовом гардеробе должна без труда сочетаться друг с другом. Эти вещи не только хорошо сочетаются между собой, комфортны и актуальны круглый год, но и подвергаются лишь незначительным изменениям со стороны моды и по истечении срока службы легко заменяются аналогичными. На их базе без труда можно создавать стильные и уместные комплекты. Именно такие вещи дают свободу выбора и поддерживают весь гардероб. Вещи, проверенные временем, без которых нельзя обойтись, называют базовыми, а их выверенный набор — базовым гардеробом.